# Palazzo delle Poste (Port Elizabeth)
Il Palazzo delle Poste di Port Elizabeth (in inglese: Port Elizabeth Post Office) è un edificio storico della città di Port Elizabeth in Sudafrica. 

## Storia
L'edificio, progettato dal Dipartimento dei Lavori Pubblici del Governo Coloniale del Capo sotto la direzione di H.S. Greaves, venne inaugurato nel 1900.
Nel corso degli anni, la struttura ha incorporato altri edifici civili adiacenti, tra cui l'ex Tribunale del Magistrato, costruito nel 1885, e la Stazione di Polizia con le relative caserme.
L'intero complesso è stato dichiarato munumento nazionale nel 1984.

## Descrizione
L'edificio, situato in cima a Flemming Street nel centro di Port Elizabeth, presenta uno stile eclettico.

## Galleria d'immagini

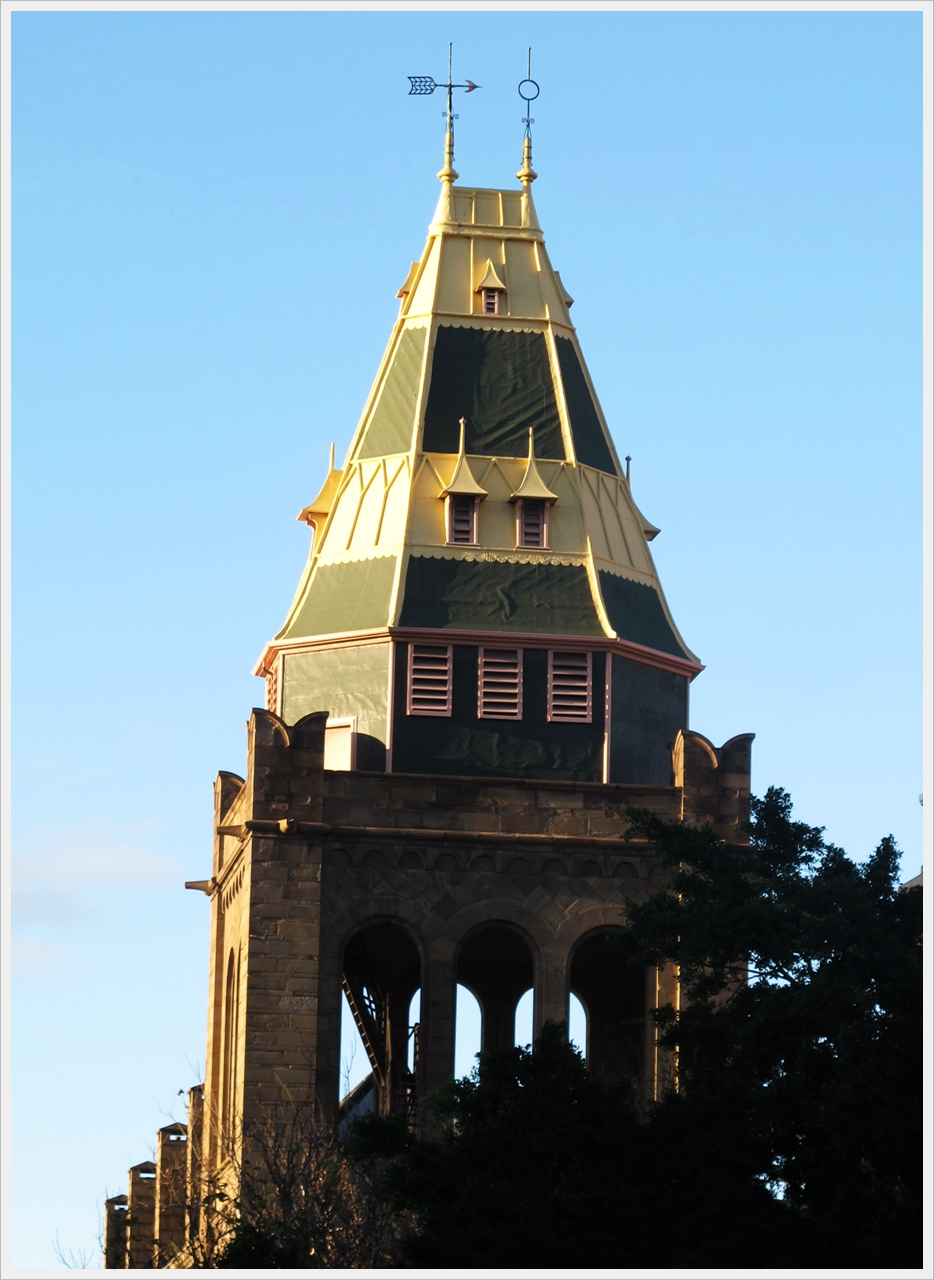
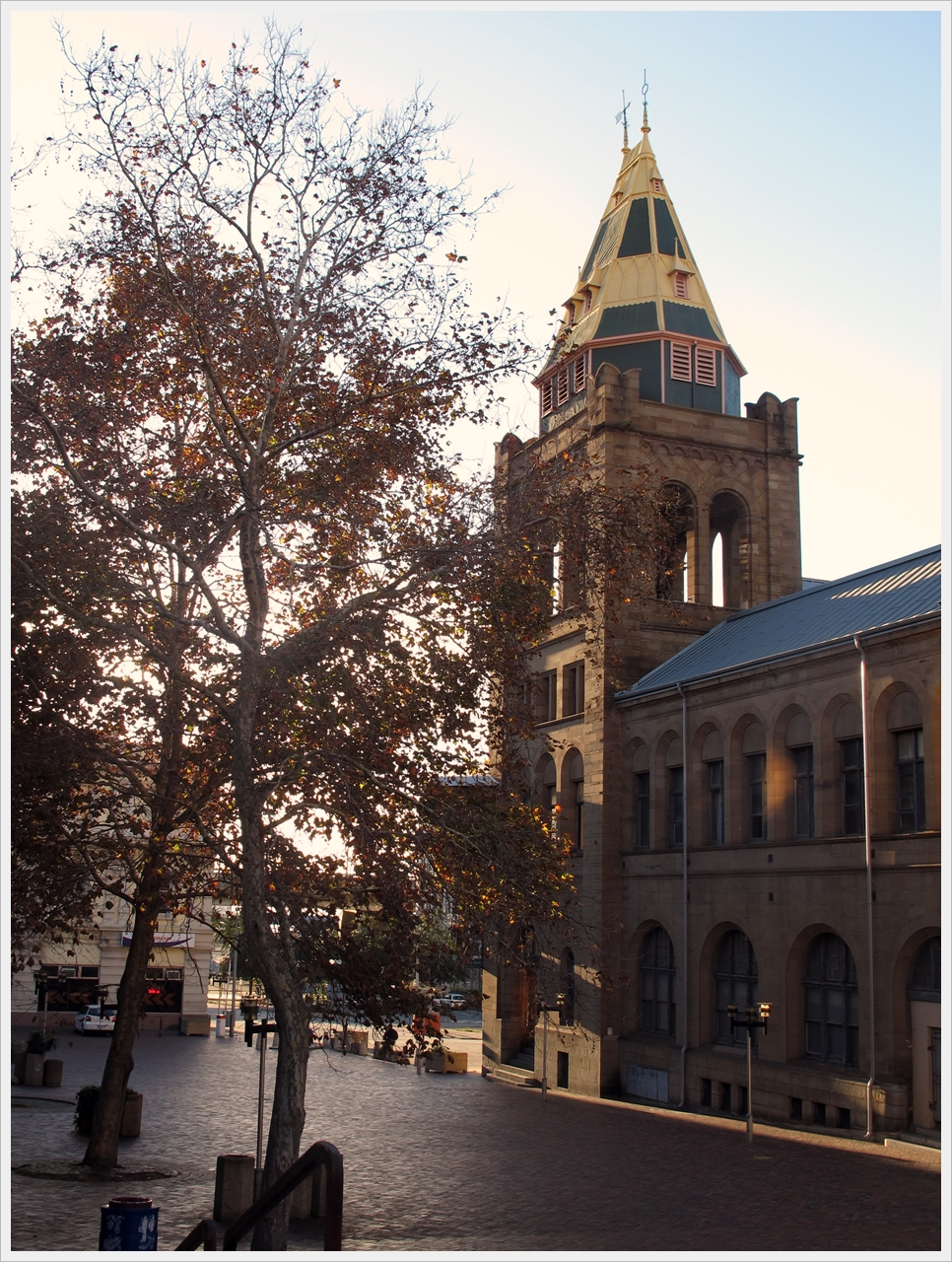
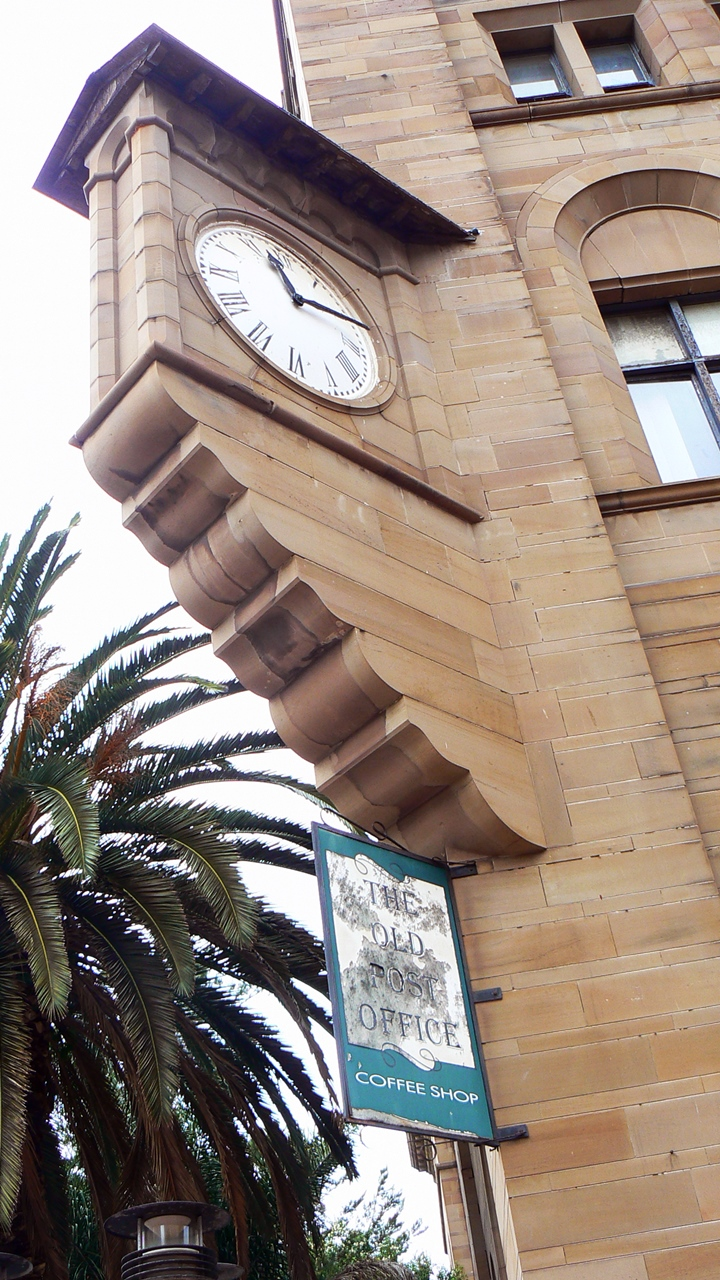